# Napari
Napari ist ein Ort im nördlichen Teil des pazifischen Archipels der Line Islands nahe dem Äquator im Staat Kiribati. Im Jahr 2005 wurden dort 194 Einwohner gezählt, in neueren Aufstellungen wird der Ort nicht mehr separat aufgeführt.

## Geographie
Napari liegt zusammen mit Tereitake an der Westküste von Tabuaeran. David’s Point in der Lagune im Osten ist ein kleines Kap. Östlich des Ortes liegt an der Lagunenseite das Cable and Wireless Pier und im Ort befindet sich die ehemalige GB Pacific Submarine Cable Relay Station.

## Klima
Das Klima ist tropisch heiß, wird jedoch von ständig wehenden Winden gemäßigt. Ebenso wie die anderen Orte der südlichen Line Islands wird Napari gelegentlich von Zyklonen heimgesucht.